# Schottenkapelle St. Jakob (Konstanz)

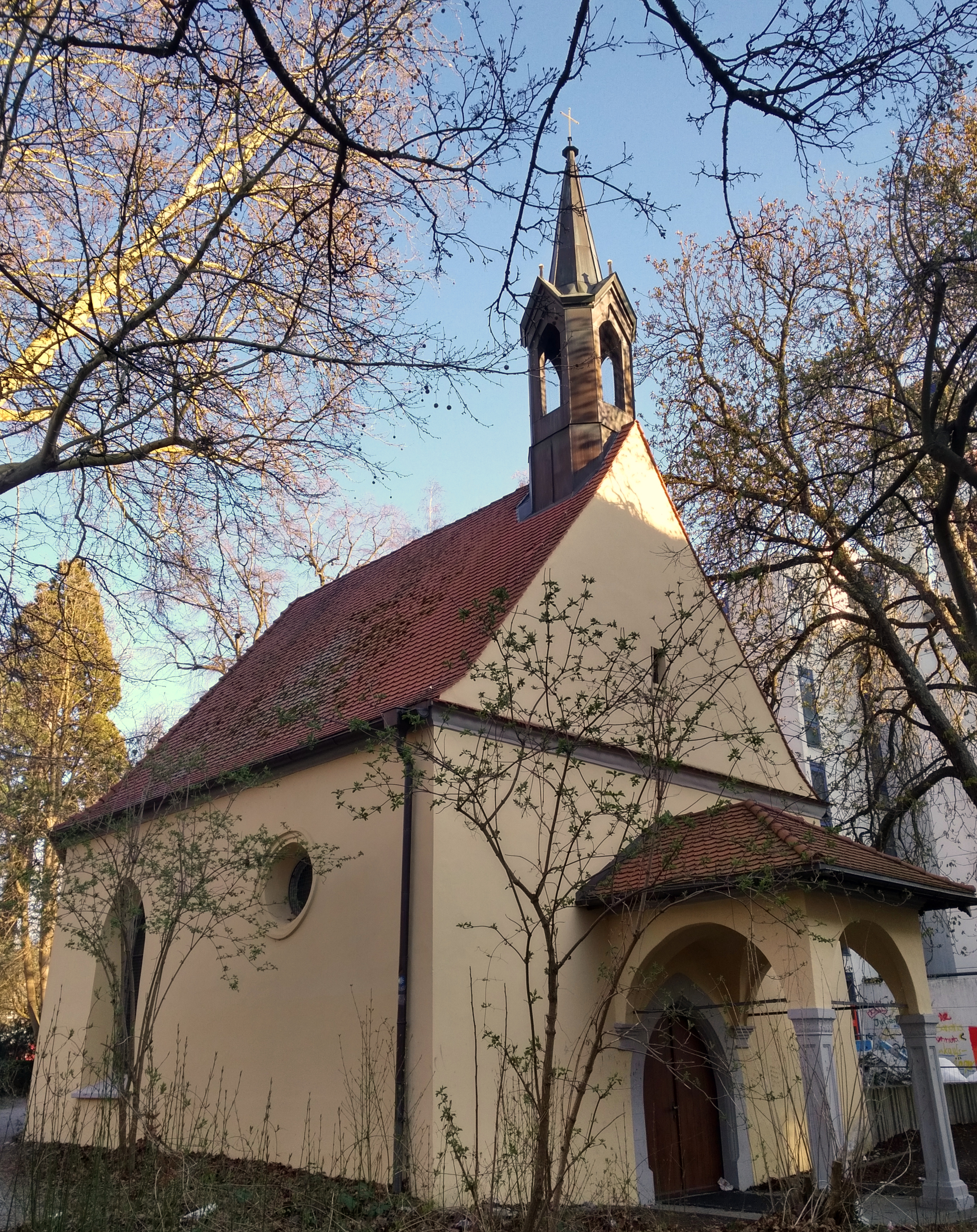
Die Schottenkapelle im Frühjahr 2019

Die Schottenkapelle St. Jakob ist eine katholische ehemalige Friedhofskapelle aus dem Jahr 1589 am Rande des Schottenplatzes und in der Nähe des Alexander-von-Humboldt-Gymnasiums in Konstanz. Das Gebäude ist denkmalgeschützt.

## Geschichte
Die Gebäude und Kirche der irischen Mönche („Scoti“) auf dem Gelände des einstigen Schottenklosters St. Jakob von 1142 waren bereits im 15. Jahrhundert baufällig geworden und wurden während der Periode der Reformation in Konstanz abgerissen.
Die Schottenkapelle wurde auf Beschluss des Rats der Stadt Konstanz als Friedhofskapelle 1589 für den seit 1541 bestehenden Begräbnisplatz neu gebaut. Von 1784 bis 1870 war der „Friedhof zu den Schotten“ der Friedhof für Konstanz. Wegen der Inbetriebnahme des neuen Hauptfriedhofs in rechtsrheinischen Konstanz wurde der Schottenfriedhof aufgegeben und die Gräber wegen des Baus des Alexander-von-Humboldt-Gymnasiums und seiner Turnhalle eingeebnet.

## Renovierungen
Wegen der Nichtnutzung und Baufälligkeit wurde die mehrmals vom Abriss bedrohte Kapelle von der Vincentius-Haus-AG, die das Gelände erworben hatte, in den Jahren 1974 bis 1980 außen renoviert und an die katholische Gesamtkirchengemeinde Konstanz übergeben. Diese führte anschließend die Innenrenovierung aus.
Im Innenraum sind mehrere Wandmalereien von 1733. Die bunten Glasfenster wurden von Albert Birkle 1980 geschaffen. Ein hölzerner Jakobus von Brigitta Hemmer stammt aus dem Jahr 1994.
Eine weitere Renovierung durch die Katholische Kirchengemeinde ist geplant (Stand: April 2015).

## Kirchliche Nutzung
Aktuell findet keine kirchliche Nutzung der Kapelle statt. Zuletzt nutzten sie die evangelisch-lutherische Markusgemeinde Konstanz der SELK sowie die Serbisch-Orthodoxe Gemeinde für den gottesdienstlichen Gebrauch.